# Eileen Ryan
Eileen Ryan (New York, 1927. október 16. – Malibu, 2022. október 9.) amerikai színésznő.

## Élete
1958-ban férjhez ment Leo Pennhez. 

## Filmjei (válogatás)
| Év   | Magyar cím                | Eredeti cím                        | Szerep           | Magyar hang   |
| ---- | ------------------------- | ---------------------------------- | ---------------- | ------------- |
| 1957 |                           | Three in One                       | Mrs. Johnson     |               |
| 1986 | Lőtávolban                | At Close Range                     | Grandma          | Pásztor Erzsi |
| 1988 | Ítélet Berlinben          | Judgment in Berlin                 | Gerta X          |               |
| 1989 |                           | Winter People                      | Annie Wright     |               |
| 1989 | Vásott szülők             | Parenthood                         | Marilyn Buckman  |               |
| 1991 | Indián vér                | The Indian Runner                  | Mrs. Baker       |               |
| 1993 | Benny és Joon             | Benny & Joon                       | Mrs. Smail       |               |
| 1995 | Menekülés az éjszakába    | The Crossing Guard                 | Woman in Shop    |               |
| 1999 |                           | Anywhere but Here                  | Lillian          |               |
| 1999 | Magnólia                  | Magnolia                           | Mary             |               |
| 2001 | Az ígéret megszállottja   | The Pledge                         | Jean             |               |
| 2001 | Nevem Sam                 | I Am Sam                           | Estelle          |               |
| 2002 | Mérges pókok              | Eight Legged Freaks                | Gladys           |               |
| 2004 | A Richard Nixon-merénylet | The Assassination of Richard Nixon |                  |               |
| 2005 | A dög                     | Feast                              | Grandma          |               |
| 2006 | A király összes embere    | All the King's Men                 | Lily Littlepaugh |               |
| 2009 | Pokolba az élettel        | Give 'Em Hell, Malone              | Gloria           |               |
| 2009 |                           | Mother and Child                   | Nora             |               |
| 2010 |                           | Venus & Vegas                      | Estelle          |               |
| 2011 |                           | Collaborator                       | Betty            |               |
| 2016 | Kivétel és szabály        | Rules Don't Apply                  |                  |               |

## Fordítás
- Ez a szócikk részben vagy egészben a Eileen Ryan című német Wikipédia-szócikk fordításán alapul.  Az eredeti cikk szerkesztőit annak laptörténete sorolja fel. Ez a jelzés csupán a megfogalmazás eredetét és a szerzői jogokat jelzi, nem szolgál a cikkben szereplő információk forrásmegjelöléseként.